# سترونج هولد: كروسيدر 2
سترونج هولد: كروسيدر 2 هي لعبة فيديو استراتيجية، تم تطويرها بواسطة فايرفلاي ستوديوز، وهي جزء من سلسلة سترونج هولد: تم إصدارها في 23 سبتمبر 2014. هي الجزء الثاني للعبة سترونج هولد: كروسيدر التي صدرت في عام 2002.

## اللعب
تم تقديم أول عرض تجريبي للعبة للصحفيين في مؤتمر E3 عام 2013، وتم إصدار أول عرض ترويجي للعبة يعرض لقطات مبكرة من اللعبة في معرض Gamescom عام 2013. قام كلا العرضين بعرض عدة جوانب جديدة ستتم إضافتها في اللعبة.

## استقبال نقدي
| استقبال |        |
| --- | ------ |
| مجموع النقاط المجموع نقاط ميتاكريتيك 65/100 [ 4 ] نتائج المراجعة نشرة نقاط غيم سبوت 6/10 [ 5 ] بي سي غيمر (الولايات المتحدة) 64/100 [ 6 ] |        |
| مجموع النقاط |        |
| المجموع | نقاط   |
| ميتاكريتيك | 65/100 |
| نتائج المراجعة |        |
| نشرة | نقاط   |
| غيم سبوت | 6/10   |
| بي سي غيمر (الولايات المتحدة) | 64/100 |

تلقت اللعبة مراجعات متباينة إلى إيجابية عند إصدارها، حيث حصلت على تقييم مجمع بنسبة 66% على موقع ميتاكريتيك بتاريخ 29 نوفمبر 2014، بناءً على آراء 28 نقّاداً. وقد أُشيدت اللعبة بتحقيق توازن جيد بين الجوانب الاقتصادية والعسكرية للعبة والحفاظ على وفاءها للسلسلة وجذور استراتيجيتها. وعلى الجانب المقابل، وصف بعض النقّاد الأخيرة بأنها "حنين" وأشاروا إلى نقصها في بعض المجالات مقارنةً بألعاب الاستراتيجية المعاصرة.

## روابط خارجية
- الموقع الرسمي Stronghold Crusader II